# Satsop (település)
Satsop az Amerikai Egyesült Államok északnyugati részén, Washington állam Grays Harbor megyéjében elhelyezkedő statisztikai település. A 2010. évi népszámlálási adatok alapján 675 lakosa van.
Satsop postahivatala 1870 óta működik.

## Népesség
A település népességének változása:
| Lakosok száma | 619  | 675  | 696  |
|               | 2000 | 2010 | 2020 |